# Музей современного искусства Австралии

 Музей современного искусства Австралии (англ. Museum of Contemporary Art Australia, на английском языке используется аббревиатура MCA) — художественный музей, расположенный в Сиднее (Австралия). Посвящён экспонированию, интерпретации и коллекционированию исключительно произведений современного искусства как из Австралии, так и со всего мира. Здание музея построено в стиле ар-деко и ранее служило штаб-квартирой Совета морской службы. 
Музей открылся в 1991 году под названием Музей современного искусства в Сиднее. В 2010 году началась реконструкция и расширение музея, обошедшаяся в 58 млн австралийских долларов, после которого состоялось повторное открытие музея 29 марта 2012 под нынешним названием. В коллекции музея находится более 4000 работ австралийских художников, которые приобретались с 1989 года. Коллекция включает в себя все виды искусства, но преобладающее число экспонатов относится к живописи, фотографии, скульптуре, работам на бумаге и движущимся изображениям. Также значительную часть коллекции занимает собрание работ художников из числа австралийских аборигенов. 

## История

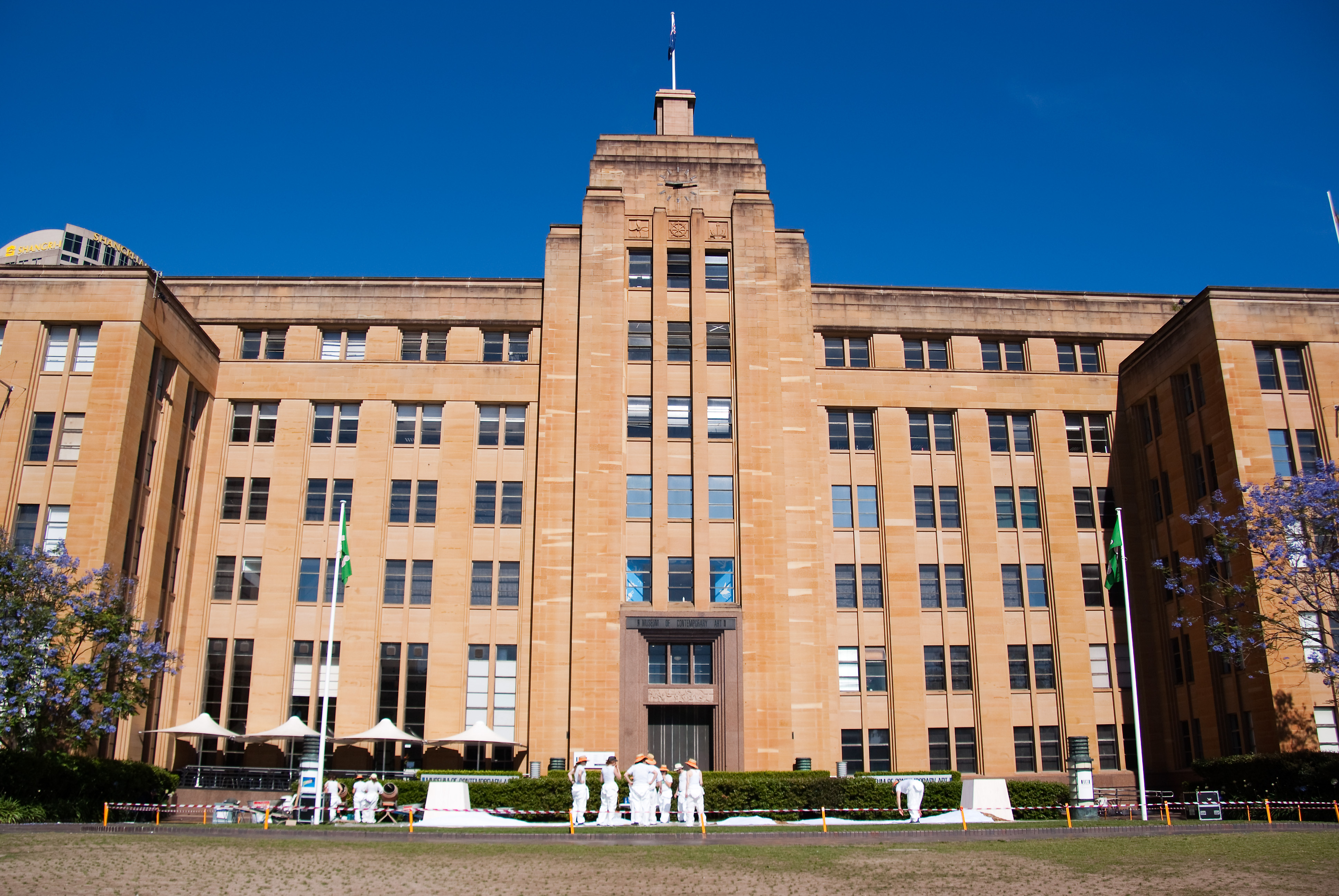
Здание Музея современного искусства Австралии

Музей был создан в соответствии с пожеланием австралийского художника-экспатрианта Джона Пауэра (1881—1943), который завещал своё личное состояние Сиднейскому университету для просвещения и обучения австралийцев в области современного изобразительного искусства. 
После переезда Совета морской службы в 1989 году в новое здание правительство Нового Южного Уэльса передало в дар музею прежнее здание на набережной бухты Сёкулар-Куэй. В 1990 году на средства Сиднейского университета и завещания Джона Пауэра была проведена реконструкция помещений, которой руководил Эндрю Андерсон из Peddle Thorpe / John Holland Interiors. В ноябре 1991 года Музей современного искусства Австралии был официально открыт. 

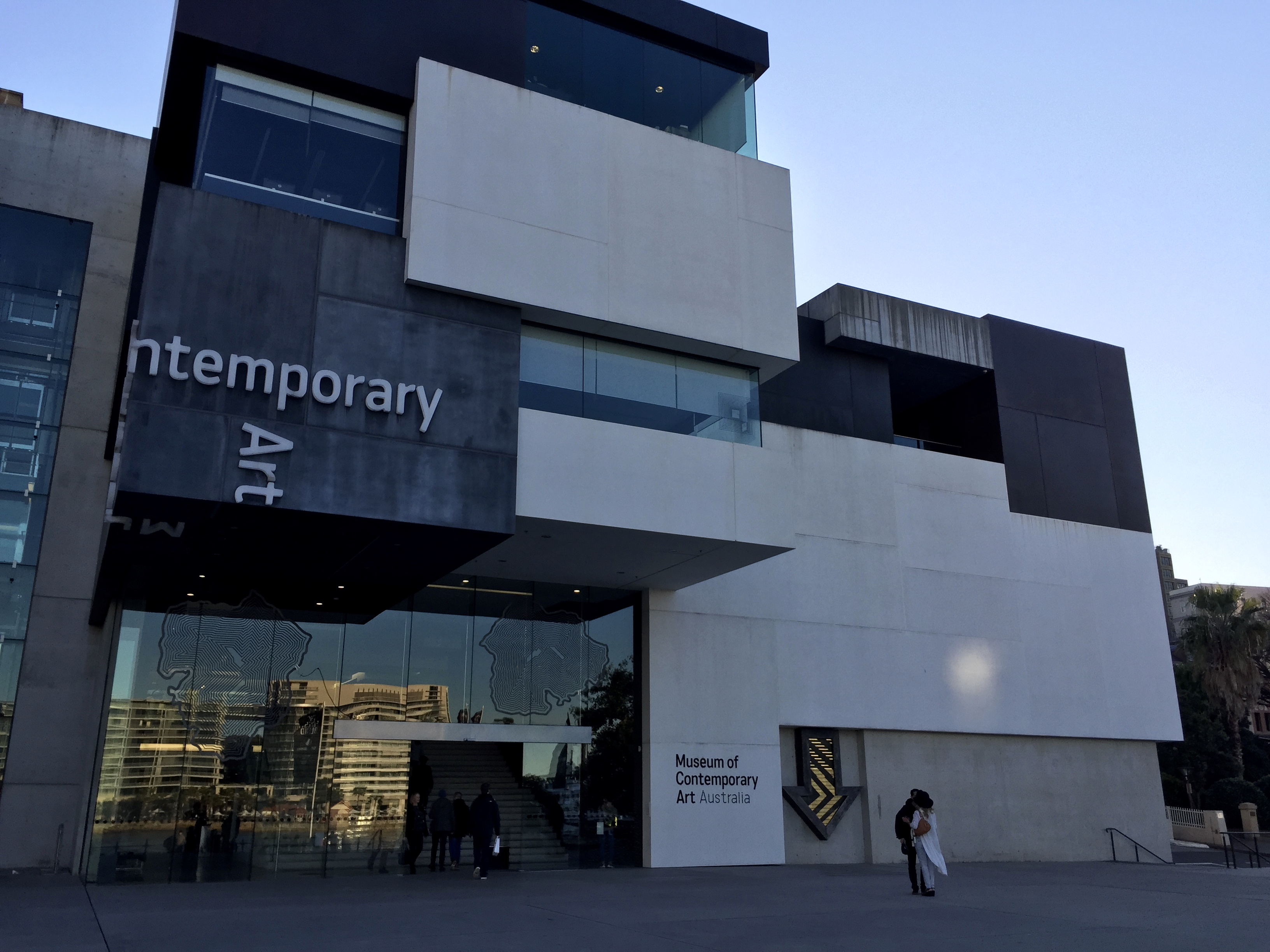
Крыло Морданта — новый корпус музея

В 2010—2012 году по проекту сиднейского архитектора Сэма Маршалла было возведено дополнительное здание музея, получившее название крыло Морданта в честь семьи филантропов, оказавшей поддержку проекту. Оно открылось в марте 2012 года и увеличило доступную музею площадь почти в полтора раза. Здание выполнено в авангардном модулярном стиле 1960-х годов и создаёт контраст более классическому основному корпусу. 
Музей современного искусства Австралии является некоммерческой благотворительной организацией. Он получает постоянное финансирование и поддержку от правительства штата Новый Южный Уэльс через агентство Arts NSW, а также от правительства Австралии через Совет Австралии по искусству. Примерно 70 % бюджета музея формируется благодаря его собственной деятельности, такой как выставки, мероприятия и аренда, а также за счёт спонсорства и пожертвований.

## Внешние ссылки
- mca.com.au — официальный сайт Музей современного искусства Австралии